# Aramides saracura
Aramides saracura là một loài chim trong họ Rallidae.

## Hình ảnh

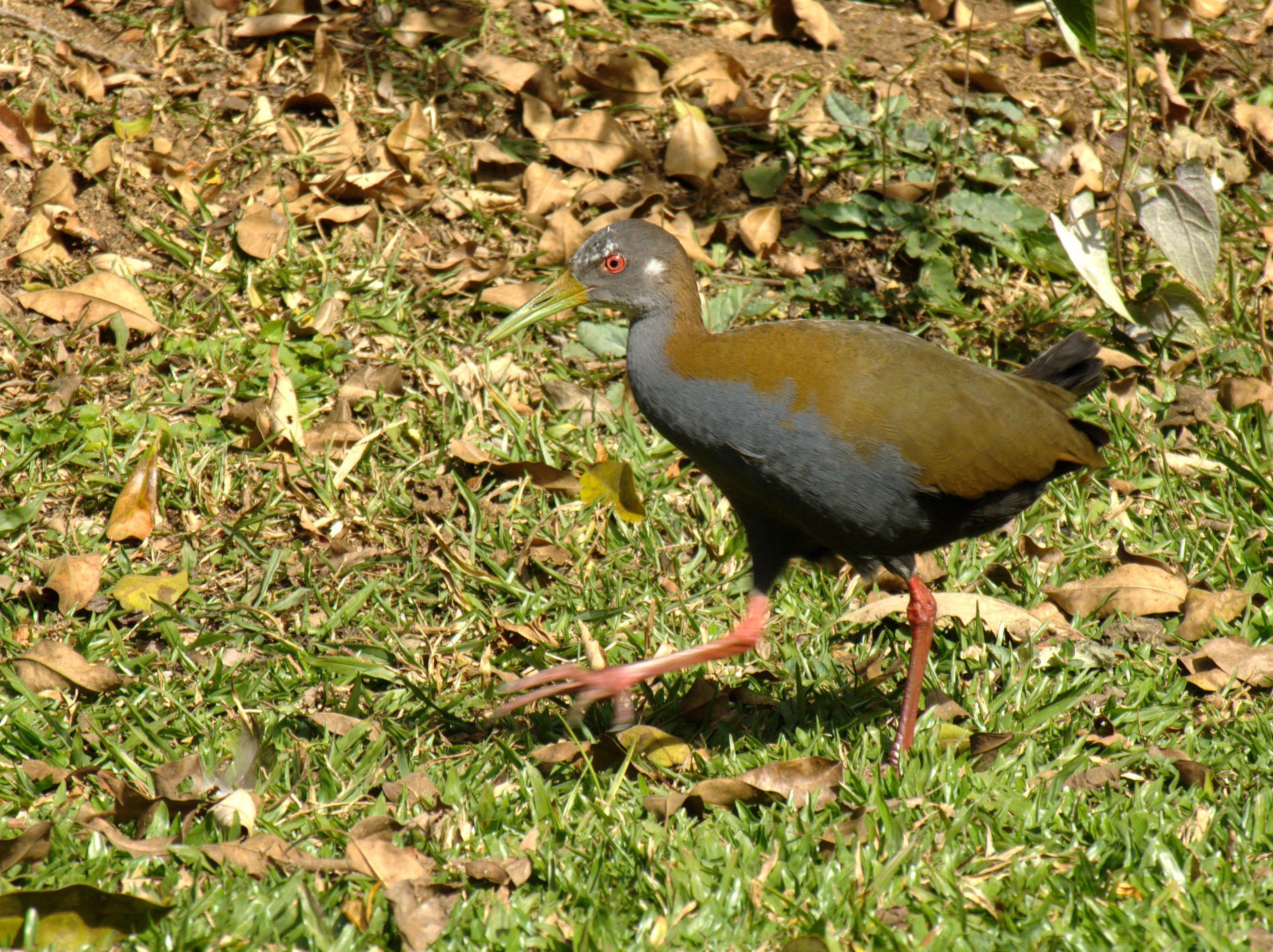
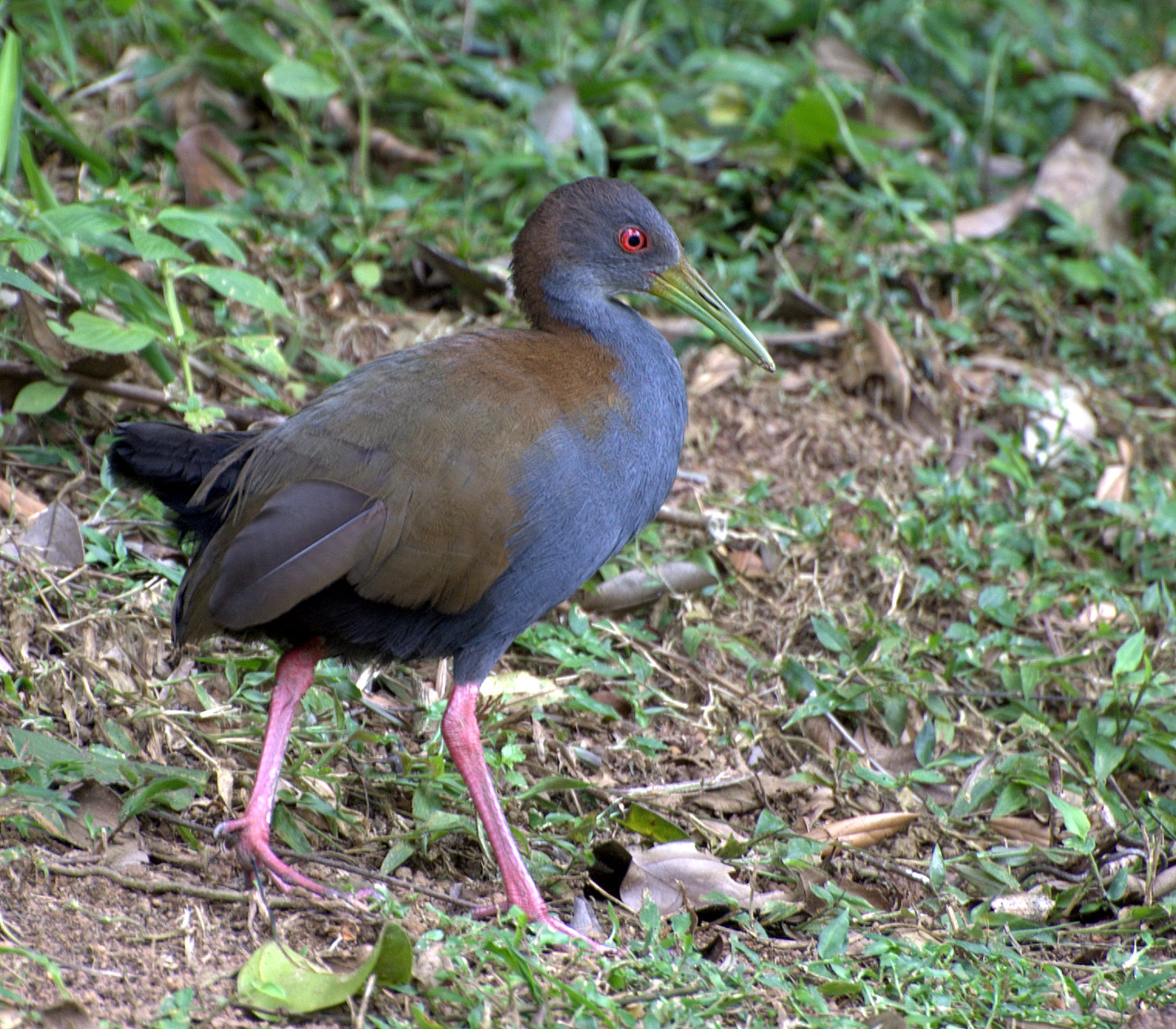